# Falk Rockstroh
Falk Rockstroh (* 1958 in Schneeberg) ist ein deutscher Theater- und Filmschauspieler.

## Leben
Nach seiner Schauspielausbildung von 1979 bis 1983 an der Theaterhochschule „Hans Otto“ in Leipzig hatte Rockstroh zunächst Engagements an den Theatern in Zwickau, Neustrelitz (1986–1990) und Halle.
Von 1997 bis 1999 war er am Deutschen Theater Berlin. In dieser Zeit arbeitete er mit Thomas Ostermeier bei Suzuki I und II, Mann ist Mann, Unter der Gürtellinie, Fette Männer im Rock und Der blaue Vogel zusammen.
1999 wechselte er mit Ostermeier an die Schaubühne, wo er bis 2006 festes Ensemblemitglied blieb. Seit 2009 spielt er am Burgtheater in Wien, wo er ab 2010 festes Ensemblemitglied war. Seit der Spielzeit 2022/23 ist er festes Ensemblemitglied am Thalia Theater in Hamburg. Nebenbei arbeitet er regelmäßig als Sprecher und wirkte in zahlreichen Film- und Fernsehproduktionen mit.

## Theater (seit 2000)
- 2000: Personenkreis 1.3 (Regie Thomas Ostermeier, Schaubühne)
- 2000: Gier (Regie: Thomas Ostermeier, Schaubühne)
- 2000: Peace (Regie: Falk Richter, Schaubühne)
- 2002: Macbeth (Regie: Christina Paulhofer, Schaubühne)
- 2002: Die Walpurgisnacht oder Die Schritte des Komturs (Regie: Arpad Schilling, Schaubühne)
- 2003: Im Dickicht der Städte (Regie: Grzegorz Jarzyna, Schaubühne)
- 2003: Der Würgeengel (Regie: Thomas Ostermeier, Schaubühne)
- 2004: Lulu (Regie: Thomas Ostermeier, Schaubühne)
- 2005: Die Dummheit (Regie: Tom Kühnel, Schaubühne)
- 2005: Distanz (Regie: Enrico Stolzenburg, Schaubühne)
- 2006: Maria Stuart (Regie: Luk Perceval, Schaubühne)
- 2006: Die Orestie (Regie: Karin Neuhäuser, Schauspiel Frankfurt)
- 2007: Das Reich der Tiere (Regie: Jürgen Gosch, Deutsches Theater Berlin)
- 2007: Ein Sommernachtstraum (Regie: Jürgen Gosch, Deutsches Theater Berlin)
- 2007: Eine Zigarette lang. Kein Hollaender-Abend (führte Regie im Soloprogramm mit Elke Richter, Neues Theater Halle)
- 2008: Hexenjagd (Regie: Thomas Schulte-Michels, Deutsches Theater Berlin)
- 2009: Ein Mond für die Beladenen (Regie: Martin Nimz, Schauspiel Frankfurt)
- 2009: Der Goldene Drache (Regie: Roland Schimmelpfennig, Akademietheater Wien)
- 2009: Eine Familie von Tracy Letts (Regie: Alvis Hermanis, Akademietheater Wien)
- 2010: Geschichten aus dem Wiener Wald (Regie: Stefan Bachmann, Akademietheater Wien)
- 2010: Die heilige Johanna der Schlachthöfe (Regie: Michael Thalheimer, Burgtheater Wien)
- 2011: Das blinde Geschehen (Regie: Matthias Hartmann, Burgtheater Wien)
- 2011: Das weite Land (Regie: Alvis Hermanis, Burgtheater Wien)
- 2012: Das fliegende Kind (Regie: Roland Schimmelpfennig, Akademietheater Wien)
- 2012: Elektra (Regie: Michael Thalheimer, Burgtheater Wien)
- 2012: Caligula (Regie: Jan Lauwers, Burgtheater Wien)
- 2013: Die Frau vom Meer (Regie: Anna Bergmann, Akademietheater Wien)
- 2013: Mutter Courage (Regie: David Bösch, Burgtheater Wien)
- 2013: Gespenster (Regie: David Bösch, Akademietheater Wien)
- 2014: Begin the Beguine (Regie: Jan Lauwers, Akademietheater Wien)
- 2014: Bei Einbruch der Dunkelheit (Regie: Christian Stückl, Burgtheater Wien)
- 2015: Das Käthchen von Heilbronn (Regie: David Bösch, Burgtheater Wien)
- 2015: Der Revisor (Regie: Alvis Hermanis, Burgtheater Wien)
- 2016: Drei Schwestern (Regie: David Bösch, Burgtheater Wien)
- 2016: Eiswind (Regie: Arpad Schilling, Akademietheater Wien)
- 2017: Radetzkymarsch (Regie: Johan Simons, Burgtheater Wien)
- 2017: Die Perser (Regie: Michael Thalheimer, Akademietheater Wien)
- 2018: Die Komödie der Irrungen (Regie: Herbert Fritsch, Burgtheater Wien)
- 2018: Medea (Regie: Simon Stone, Burgtheater Wien)
- 2018: Der Rüssel (Regie: Christian Stückl, Akademietheater Wien)
- 2018: Schöne Bescherungen (Regie: Barbara Frey, Burgtheater Wien)
- 2018: Glaube Liebe Hoffnung (Regie: Michael Thalheimer, Burgtheater Wien)
- 2019: Woyzeck (Regie: Johan Simons, Akademietheater Wien)
- 2019: Hermannsschlacht (Regie: Martin Kusej, Burgtheater Wien)
- 2019: Jedermann (Regie: Michael Sturminger, Salzburger Festspiele)
- 2021: Der Idiot (Regie: Johan Simons, Thalia Theater Hamburg)
- 2022: Hotel Savoy (Regie: Charlotte Sprenger, Thalia Theater Hamburg)

## Fernsehen
- 1983: Nachhilfe für Vati
- 1989: Rike
- 1998: Tatort – Ein Hauch von Hollywood
- 1999: Ganz unten, ganz oben
- 2002: Liebling, bring die Hühner ins Bett
- 2003: Abschnitt 40
- 2003: Balko
- 2003: Das allerbeste Stück
- 2003: Seventeen – Mädchen sind die besseren Jungs
- 2003: Wurstmenschen
- 2003: Tatort – Die Liebe der Schlachter
- 2004: Männer im gefährlichen Alter
- 2004: Alphateam
- 2004: Spiele der Macht
- 2006: Da kommt Kalle – Jugendsünde
- 2006: Das Duo – Unter Strom
- 2006: Neger, Neger, Schornsteinfeger!
- 2006: SOKO Wismar – Eierdiebe
- 2007: Tatort – Investigativ
- 2007: Notruf Hafenkante – Der lange Weg zurück
- 2007: Großstadtrevier – Hallo Chef
- 2007: Doppelter Einsatz – Überdosis Warten
- 2007: Die Anwälte
- 2007: SOKO Wismar – Bibelstunde
- 2007: Braams
- 2008: Unter anderen Umständen – Böse Mädchen
- 2008: KDD – Kriminaldauerdienst
- 2008: Leo und Marie – Eine Weihnachtsliebe
- 2008: Ihr könnt euch niemals sicher sein
- 2008: Was glücklich macht
- 2008: Doktor Martin
- 2008: Liebe und andere Delikatessen
- 2008: Über den Tod hinaus
- 2009: Die kluge Bauerntochter
- 2009: Die Wölfe
- 2009: Liebling, weck die Hühner auf
- 2009: Liebe am Fjord – Sommersturm
- 2009: Wie erziehe ich meine Eltern?
- 2010: Lasko – Die Faust Gottes
- 2010: Der letzte Bulle – Ein Stern über Essen
- 2010: Tatort – Kaltes Herz
- 2010: Liebe und andere Delikatessen
- 2011: Der Fall Jakob von Metzler
- 2012: Tatort – Schmuggler
- 2013: Kleine Schiffe
- 2013: Helmut Schmidt – Lebensfragen
- 2013: Marie Brand und die offene Rechnung
- 2014: Mord mit Aussicht – Spuk in Hengasch
- 2014: Dengler – Die letzte Flucht
- 2014: Blütenträume
- 2015: Tiere bis unters Dach (Fernsehserie, Folge: Engel gesucht)
- 2015: Alles Klara – Adalmars Fluch
- 2015: Im Namen meines Sohnes
- 2015: Die vierte Gewalt
- 2015: Der letzte Cowboy – Auf gute Nachbarschaft
- 2016: So auf Erden
- 2016: Bubis. Das letzte Gespräch
- 2016: Liebling, lass die Hühner frei
- 2016: Magda macht das schon – Zweite Meinung
- 2016: Der Gutachter
- 2017: So auf Erden
- 2018: Inga Lindström – Entscheidung für die Liebe
- 2018: In aller Freundschaft – (Fernsehserie, Folge 820: Hoffnungsvoll)
- 2018: Tatort – Anne und der Tod
- 2019: 23 Morde – Bereit für die Wahrheit? (Fernsehserie, Folge: Messer)
- 2020: Die Toten vom Bodensee – Der Blutritt
- seit 2020: Fritzie – Der Himmel muss warten (Fernsehserie)
- 2020: Ökozid (Fernsehfilm)
- 2020: Polizeiruf 110: Der Verurteilte
- 2022: ZERV – Zeit der Abrechnung
- 2022: Mord mit Aussicht – Die letzten ihrer Art
- 2023: Einspruch, Schatz! – Ein Fall von Liebe (Fernsehreihe)
- 2024: Achtsam Morden (Fernsehserie, 1 Folge)

## Kino
- 1988: Die Schauspielerin
- 2000: Kleine Kreise
- 2002: Große Mädchen weinen nicht
- 2005: Am Tag als Bobby Ewing starb
- 2005: Kombat Sechzehn
- 2005: Nimm Dir Dein Leben
- 2005: Urlaub vom Leben
- 2006: Pingpong
- 2006: Neandertal
- 2006: August
- 2006: Maria am Wasser
- 2007 Effi Briest
- 2008 12 Meter ohne Kopf
- 2009: Die Unbedingten
- 2010: Ein Tick anders
- 2012: Totale Stille
- 2015: Die Hände meiner Mutter
- 2019: Die Einzelteile der Liebe
- 2019: Der Fall Collini

## Hörspiele
- 1999: Graceland (Hörspiel MDR)
- 2001: Sommertag (Hörspiel D-Radio)
- 2001: Heimsuchung (Hörspiel MDR)
- 2001: Herbst in Peking (Hörspiel D-Radio)
- 2001: Schöpfung für Anfänger (Hörspiel SWR)
- 2001: Richards Füße (Hörspiel D-Radio)
- 2002: 1001 Nacht (Hörspiel D-Radio)
- 2002: Berlin, April 1933 (Hörspiel D-Radio)
- 2002: Kriminelle (Hörspiel SFB-RBB)
- 2003: Die Umsiedlerin (Hörspiel MDR)
- 2004: Blaubarts Gärtner (Hörspiel SR)
- 2004: Philip Lewis|Palimpsest (Hörspiel D-Radio)
- 2004: Goldberg kehrt zurück (Hörspiel SR)
- 2004: Arbeits-Los: arbeitslos (Hörspiel RBB)
- 2005: Zwei sehr ernsthafte Damen (Hörspiel D-Radio)
- 2006: Wenn die Sonne kommt (Hörspiel MDR)
- 2006: Reply Mozart (Hörspiel RBB/DLF)
- 2006: Christoph Prochnow nach Stefan Zweig: Der Amokläufer – Regie: Ulrike Brinkmann (Kriminalhörspiel – DKultur)
- 2006: Das mörderische Leben (Hörspiel D-Radio)
- 2007: Blanche und Marie (Hörspiel D-Radio)
- 2006: Tomy (Hörspiel RBB)
- 2006: Die Bibel. Was man wirklich wissen muß. (Hörbuch Argon Verlag)
- 2007: Ernst Ludwig Kirchner (Hörspiel D-Radio/WDR/RBB)
- 2007: Hoffmanns Rache (Hörspiel D-Radio)
- 2007: Der Kammerjäger (Hörspiel D-Radio)
- 2007: Sizilianisches Finale (Hörspiel WDR)
- 2007: Ikar (Hörspiel D-Radio)
- 2007: Künstler (Hörspiel D-Radio/RBB)
- 2007: Kakadu – Klassenfahrt (Hörspiel D-Radio)
- 2008: Keine Leiche in Amsterdam (Hörspiel WDR)
- 2008: Flohzirkus (Hörspiel RBB)
- 2008: Die Störenfriede (Hörspiel D-Radio/SR)
- 2008: Die Zeugen (Hörspiel D-Radio/SR)
- 2009: Totgeglaubte Trendberufe (Hörspiel RBB)
- 2009: Träumen (Hörspiel D-Radio)
- 2009: Die Friseuse (Hörspiel D-Radio)
- 2010: Huckleberry Finns Abenteuer (Hörspiel D-Radio)
- 2011: Boxen (Hörspiel D-Radio)
- 2011: Erotikon – Bitte streicheln sie hier (Hörspiel D-Radio)
- 2011: Eulenspiegel und Störtebecker (Hörspiel D-Radio)
- 2012: Holger Teschke: Eulenspiegel, der Seeräuber – Regie: Wolfgang Rindfleisch (Kinderhörspiel – DKultur)
- 2012: Zehn mysteriöse Städte a la Calvino (Hörspiel RBB)
- 2013: Anatomie von Mördern und Fischen (Hörspiel D-Radio)
- 2013: Schwarze Vögel (Hörspiel D-Radio)
- 2014: Überleben eines Handlungsreisenden (Hörspiel WDR)
- 2015: Die Überfahrt (Hörspiel MDR)
- 2015: Bitte nichts töten (Radiogeschichten ORF)
- 2016: Der gläserne Schuh (Hörspiel D-Radio)
- 2018: Die drei Sonnen. Trisolaris-Trilogie nach Liu Cixin (Hörspiel WDR)
- 2019: Am Rand (Hörspiel MDR)
- 2019: Steve Jobs (Hörspiel SR)
- 2019: Tram 83 (Hörspiel ORF)